# Crapatalus
Crapatalus is een geslacht van straalvinnige vissen uit de familie van zuidelijke zandvissen (Leptoscopidae). De wetenschappelijke naam van het geslacht werd voor het eerst geldig gepubliceerd in 1861 door Albert Günther.  Günther beschreef tegelijk de eerste soort uit het geslacht, Crapatalus Novae Zelandiae uit Nieuw-Zeeland.

## Soorten
- Crapatalus angusticeps (Hutton, 1874)
- Crapatalus munroi Last & Edgar, 1987
- Crapatalus novaezelandiae Günther, 1861